# Manuel Maciel
Manuel José Maciel Fernández (n. San Miguel, Departamento de Misiones, Paraguay, 12 de febrero de 1984) es un futbolista paraguayo. Juega de delantero. Actualmente es jugador del Club Sportivo Limpeño de la ciudad de Limpio, que actualmente milita en la Primera División B de Paraguay.

## Trayectoria
En sus inicios llegó a jugar para la Liga Misionera de Fútbol (Paraguay). Más tarde, en los clubes Club Universal, Tacuary y Olimpia, todos de su país; Fernández Vial y Universidad de Concepción, de Chile. En este se ha destacado por su capacidad goleadora y habilidad, lo que lo han dejado como uno de los goleadores del campeonato de Clausura 2007 chileno.
Gracias a tal rendimiento es que el 12 de febrero de 2008 fue transferido al Deportivo Toluca de México, que en aquel entonces era dirigido por el ex-seleccionador argentino José Pekerman.
Su debut en el fútbol mexicano se produjo el 22 de febrero de 2008, jugando para el conjunto rojo, y no pudo ser mejor al lograr un triunfo de 3-2 sobre los Tiburones Rojos de Veracruz, anotando el tercer gol de su equipo y mostrando el porqué de su contratación a un club importante en México.
A mitad del mismo año, retorna a Paraguay adquirido a préstamo por el club Libertad, con el cual conseguiría su primer título de campeón al ganar el torneo Clausura 2008. Además, fue el máximo goleador de su equipo con ocho tantos.

## Clubes
| Club                      | País     | Año       |
| ------------------------- | -------- | --------- |
| Universal                 | Paraguay | 2004      |
| Tacuary                   | Paraguay | 2005      |
| Fernández Vial            | Chile    | 2006      |
| Universidad de Concepción | Chile    | 2007-2008 |
| Deportivo Toluca          | México   | 2008      |
| Libertad                  | Paraguay | 2008-2012 |
| Deportes Tolima           | Colombia | 2012      |
| Libertad                  | Paraguay | 2013      |
| Sportivo Luqueño          | Paraguay | 2014      |
| River Ecuador             | Ecuador  | 2015      |
| River Plate               | Paraguay | 2016      |
| General Díaz              | Paraguay | 2016      |
| Mushuc Runa               | Ecuador  | 2017      |
| General Caballero SC      | Paraguay | 2018      |
| Sportivo San Lorenzo      | Paraguay | 2018-2019 |
| Cristóbal Colón           | Paraguay | 2021      |
| Atlético Tembetary        | Paraguay | 2021      |

## Palmarés
| Título          | Club     | País     | Año  |
| --------------- | -------- | -------- | ---- |
| Torneo Clausura | Libertad | Paraguay | 2008 |
| Torneo Clausura | Libertad | Paraguay | 2010 |

- Datos: Q1998289
- Multimedia: Manuel Maciel / Q1998289